# Dysithamnus leucostictus
Dysithamnus leucostictus е вид птица от семейство Thamnophilidae. Видът е световно застрашен, със статут Уязвим.

## Разпространение
Видът е разпространен във Венецуела, Еквадор, Колумбия, Перу и Суринам.